# Херман I фон Вирнебург
Херман I фон Вирнебург (на немски: Hermann I von Virneburg; † сл. 1112) е граф на Вирнебург в днешен Рейнланд-Пфалц, Германия.

## Произход
Той е син на граф Бернардус фон Вирнебург (* пр. 1042; † сл. 1061).
Графовете на Вирнебург се появяват за пръв път в документи като свидетели през 11 век. Център на графството и резиденция на род Вирнебурги е замък Вирнебург.

## Деца
Херман I фон Вирнебург има един син:
- Херман II фон Вирнебург (* пр. 1157; † сл. 1192), женен за дъщеря на граф Готфрид I фон Куик и Арнсберг († сл. 1168) и Ида София фон Арнсберг († сл. 1154)